# Johan Åkerman
Johan Åkerman (ur. 20 listopada 1972 w Sztokholmie) – szwedzki hokeista, reprezentant Szwecji.

## Kariera zawodnicza
- Hammarby IF (1991-1994)
- AIK Ishockey (1994-1997)
  -  Vallentuna BK (1995/1996)
  -  AIK J20 (1996/1997)
- Vålerenga Ishockey (1997-1999)
- Skellefteå AIK (1999-2006)
- HV71 (2006–2008)
- Łokomotiw Jarosław (2008-2009)
- HC Lugano (2009-2010)
- Kölner Haie (2010-2011)
- Linköpings HC (2011-2012)
- Kölner Haie (2012)
- Dragons de Rouen (2012-2013)

Wychowanek klubu Tranebergs IF. Występował w klubach w rozgrywkach szwedzkich Elitserien i Allsvenskan, norweskiej Eliteserien, rosyjskiej KHL, szwajcarskiej NLA, niemieckiej DEL i francuskiej Ligue Magnus. W kwietniu 2013 ogłosił zakończenie kariery i podjęcie pracy trenerskiej.
Uczestniczył w turniejach mistrzostw świata edycji 2007, 2009.

## Kariera trenerska
- Linköpings HC J18 (2013-2015), asystent trenera
- Linköpings HC J20 (2015-2016), główny trener
- Linköpings HC (2016-), asystent trenera

## Sukcesy
Reprezentacyjne
- Brązowy medal mistrzostw świata: 2009

Klubowe
- Złoty medal mistrzostw Norwegii: 1998, 1999
- Awans do Elitserien: 2006 z Skellefteå AIK
- Złoty medal mistrzostw Szwecji: 2008 z HV71
- Finał KHL o Puchar Gagarina: 2009 z Łokomotiwem Jarosław
- Srebrny medal mistrzostw Rosji: 2009 z Łokomotiwem Jarosław
- Złoty medal mistrzostw Francji: 2013 z Dragons de Rouen
- Puchar Francji: 2013 z Dragons de Rouen

Indywidualne
- Allsvenskan (2003/2004):
  - Pierwsze miejsce w klasyfikacji asystentów wśród obrońców w sezonie zasadniczym: 38 asyst
  - Pierwsze miejsce w klasyfikacji kanadyjskiej wśród obrońców w sezonie zasadniczym: 53 punkty
- Allsvenskan (2004/2005):
  - Pierwsze miejsce w klasyfikacji kanadyjskiej wśród obrońców w sezonie zasadniczym: 40 punktów
- Allsvenskan (2005/2006):
  - Pierwsze miejsce w klasyfikacji +/- w sezonie zasadniczym: +29
  - Pierwsze miejsce w klasyfikacji asystentów w sezonie zasadniczym: 46 asyst
  - Pierwsze miejsce w klasyfikacji kanadyjskiej w sezonie zasadniczym: 61 punktów
  - Pierwsze miejsce w klasyfikacji kanadyjskiej wśród obrońców w sezonie zasadniczym: 61 punktów
- Channel One Cup 2006:
  - Najlepszy obrońca turnieju
- Elitserien (2006/2007):
  - Pierwsze miejsce w klasyfikacji asystentów wśród obrońców w sezonie zasadniczym: 38 asyst
- Elitserien (2007/2008):
  - Pierwsze miejsce w klasyfikacji kanadyjskiej wśród obrońców w fazie play-off: 16 punktów
  - Skład gwiazd
- KHL (2008/2009):
  - Drugie miejsce w klasyfikacji strzelców wśród obrońców w fazie play-off: 3 gole
  - Piąte miejsce w klasyfikacji asystentów wśród obrońców w fazie play-off: 5 asyst
  - Piąte miejsce w klasyfikacji kanadyjskiej wśród obrońców w fazie play-off: 8 punktów